# とき (仮名)
、（トキ）は、片仮名の一つである。

## 字源
は「トキ」の合字である。
は「時」の省画である。

## 用例
- - 「凡ソ物體ヲ凹面鏡ノ前ニ置ク（トキ）ハ其體ノ各處ヨリ發出スル所ノ光線鏡面ニ觸レ反射シテ或ハ其全面ニ於テ眞ニ一點ニ聚マルヿ（コト）アリ」[2]
  - 「染付ケ藥ハ燒物ニ畫ヲカク（トキ）用ヰル」[3]
- - 室町時代末期「有ハ」「無ハ」[4]

## 符号位置
2021年7月現在、ももUnicodeには収録されていない。